# Jaderná elektrárna Greifswald
Jaderná elektrárna Greifswald (někdy též uváděna jako Jaderná elektrárna Lubmin) byla největší jadernou elektrárnou v Německé demokratické republice, která se nacházela ve spolkové zemi Meklenbursko-Přední Pomořansko a byla uzavřena krátce po sjednocení Německa v červenci 1990.

## Historie

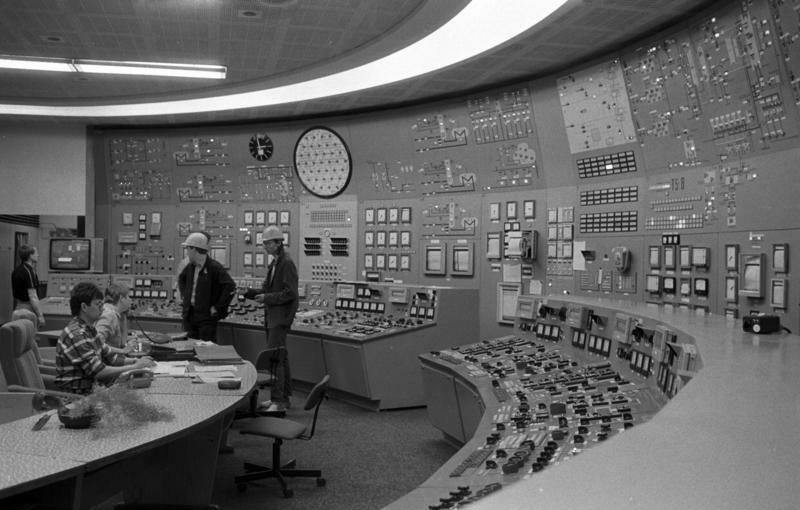
Velín 4. bloku jaderné elektrárny Greifswald v únoru 1990

Výstavba elektrárny byla zahájena v roce 1967 a v první fázi byly vybudovány 4 sovětské jaderné reaktory typu VVER-440/230, které byly do komerčního provozu uvedeny v letech 1974 až 1979. Na výstavbě elektrárny se podílelo kolem 15 000 pracovníků.
V druhé etapě byla plánována výstavba dalších 4 sovětských reaktorů typu VVER-440/213. Do komerčního provozu byl však uveden 1. listopadu 1989 pouze první z nich, ale už po třech týdnech byl 24. listopadu odstaven. Další reaktor (Greifswald 6) byl sice dostavěn, ale nikdy nebyl uveden do provozu. Plány na stavbu zbývajících reaktorů byly zrušeny. Od února do července 1990 byla odstavena také starší generace reaktorů, neboť vyžadovaly urgentní zvýšení bezpečnosti v mnoha směrech, což by bylo příliš nákladné. Její definitivní odstavení proběhlo v roce 1995.
V době vrcholu provozu zaměstnávala elektrárna na plný úvazek asi 10 tisíc zaměstnanců a pokrývala 11 % celkové spotřeby NDR. V současnosti[kdy?] pracuje na jejím zabezpečení a demontáži asi tisíc lidí. Cena likvidace je vyčíslena na 4 miliardy euro.